# Oberster Islamischer Rat (Palästina)

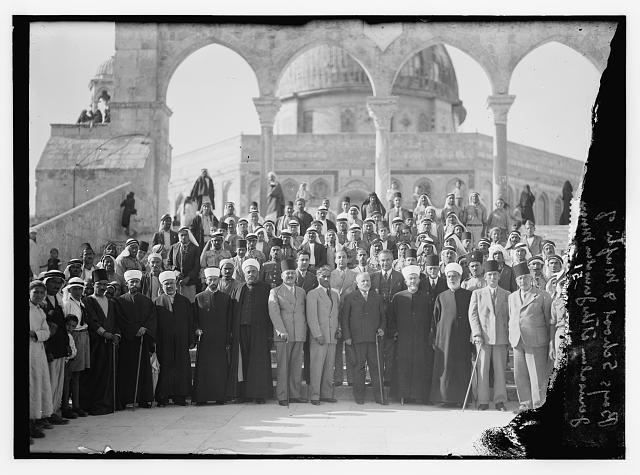
Amin al-Husseini zur Mandatszeit, mit Schülern auf dem Tempelberg

Der Oberste Islamische Rat (arabisch المجلس الإسلامي الاعلى al-madschlis al-islāmī al-aʿlā, englisch Supreme Muslim Council) war im britischen Mandatsgebiet Palästina die höchste Behörde, die für religiöse Angelegenheiten der muslimischen Bevölkerung zuständig war. Als Vertreter der muslimischen arabischen Bevölkerung Palästinas bei der Mandatsregierung verwaltete der Oberste Islamische Rat Gelder des Waqf, Gelder für Waisenkinder und Scharia-Gerichte, und ernannte Lehrer und Prediger. Die im Jerusalemer Palace Hotel domizilierte Behörde wurde 1921 gegründet und bestand bis 1951, als sie von Jordanien aufgelöst wurde.

## Im Mandatsgebiet Palästina
Die Gründung des Obersten Islamischen Rates erfolgte im Dezember 1921, noch vor der Errichtung des Mandats, durch den ersten Hochkommissar Palästinas Herbert Samuel. Die Behörde bestand aus einem Präsidenten und vier Mitgliedern, davon zwei aus dem osmanischen Bezirk Jerusalem und je eines aus den Bezirken Nablus und Akko.
An der ersten Sitzung des Rates am 9. Dezember 1922 hatten die 53 ehemaligen Wahlmänner des letzten osmanischen Parlamentes einen Präsidenten zu wählen. Mit überwiegender Mehrheit wurde Mohammed Amin al-Husseini gewählt, einer der Gegenkandidaten war Said al-Schawa. Al-Husseini war zuvor von Samuel als Nachfolger seines am 31. März 1921 verstorbenen Halbbruders Kamil al-Husseini zum Großmufti von Jerusalem ernannt worden. Seine Amtsführung als Präsident des Obersten Islamischen Rates war durch Nepotismus und Favoritismus gekennzeichnet. Zu den ersten Ratsbeschlüssen unter seiner Präsidentschaft gehörte ein Verbot für Juden, Gegenstände an die Klagemauer zu bringen. Der Rat sammelte zudem Gelder aus der gesamten muslimisch-arabischen Welt zur Renovation des Tempelberges und zum Bau neuer Moscheen. Unter anderem wurde die 1916 errichtete Hassan-Bek-Moschee in Jaffa 1923 erweitert.
1924 ernannte der Oberste Islamische Rat Hussein ibn Ali, den Scherifen von Mekka, zum „Diener“ (chādim / خادم) der al-Aqsa-Moschee. Dieses Amt wurde in der Folge zu einem Privileg des haschemitischen Königshauses von Jordanien. Weitere Wahlen erfolgten 1926, 1929 and 1930. Allerdings wurden die Wahlen 1926 durch das Obergericht annulliert und die Ratsmitglieder durch die Mandatsregierung ernannt. Der Oberste Islamische Rat war auch Immobilieninvestor. Er finanzierte das Jerusalemer Palace Hotel, das lange mit dem Kind David Hotel konkurrierte.
Nach dem Ausbruch des Arabischen Aufstands 1936 wurde das Arabische Hohe Komitee gegründet, mit Amin al-Husseini als Präsident. Am 1. Oktober 1937 wurde das Komitee von der britischen Mandatsmacht verboten, nachdem Lewis Yelland Andrews, der für Galiläa zuständige Mandatsbeamte, von Anhängern von al-Qassam ermordet worden war. In der Folge flohen Dschamal al-Husseini und etwa fünf Monate später auch Amin al-Husseini ins französische Mandatsgebiet Syrien, um ihrer Verhaftung zu entgehen. Amins Präsidentschaft des Obersten Islamischen Rates wurde hiermit beendet, doch die Behörde funktionierte weiterhin. Vier Mitgliedern, die ins Ausland gereist waren, wurde die Rückkehr bei der Einreise verweigert. Vier weitere Mitglieder wurden auf die britisch besetzten Seychellen deportiert, darunter Hussein Khalidi, der ehemalige Bürgermeister von Jerusalem.

## Nach 1948
Im Palästinakrieg 1948 wurden Ostjerusalem und das Westjordanland von Jordanien erobert, und der Oberste Islamische Rat verlor zahlreiche Besitztümer auf dem Gebiet des neugegründeten Staates Israel. König Abdallah I. von Jordanien ernannte Scheich Hussam ad-Din Jarallah (1884–1954) zum Ratspräsidenten. 1951 wurde der Rat aufgelöst, und sämtliche wohltätigen Stiftungen sowie das Justizsystem in Palästina gerieten unter die Kontrolle des jordanischen Ministeriums für religiöse Stiftungen.
Nach dem Sechstagekrieg 1967 wurde der Oberste Islamische Rat unter israelischer Verwaltung wiederhergestellt. Hasan Tahbub (1923–1998), Minister für Waqf und religiöse Angelegenheiten der Palästinensischen Autonomiebehörde, war 1993–1998 Präsident des Obersten Islamischen Rates.